# Holothuriidae
Famille
Les Holothuriidae sont une famille de concombres de mer de l'ordre des Holothuriida.

## Description et caractéristiques
Les représentants de cette famille ont un corps charnu de tailla variable, cylindrique (la face ventrale n'est presque jamais totalement plate), terminé par une bouche arrondie entourée de tentacules buccaux (jusqu'à une trentaine, suivant les espèces). Le corps est parcouru sur sa face ventrale (et parfois sur la face dorsale) par plusieurs rangées de podia utilisés pour se déplacer et pour adhérer au substrat. Sur la face dorsale, les podia sont en général transformés en tuberculosités appelées « papilles ». 
Cette famille se distingue au sein de son ordre par son unique touffe de gonades, située à gauche du mésentère dorsal. Les spicules calcaires sont des tourelles, boutons simples ou noduleux, parfois transformés en ellipsoïdes creux fenestrés, bâtonnets, jamais de corpuscules en forme de C ou de S. Les tentacules sont reliés à des ampoules.
Le genre Holothuria est le genre-type pour cette famille, mais aussi pour toute la classe des holothuries : toutes les espèces actuelles y ont d'abord été classées, avant qu'il ne soit divisé en plusieurs genres, répartis en familles puis en ordres. Ce genre demeure cependant un des plus abondants de tous les concombres de mer, mais il est désormais divisé en sous-genres, dont certains pourraient devenir des genres à part entière (comme ce fut le cas pour Pearsonothuria en 1984, sur la base d'analyses moléculaires par une équipe russe).
Pour se protéger des prédateurs, la plupart de espèces de cette famille sont capables d'éjecter une masse de filaments collants appelés « tubes de Cuvier », ou même de pratiquer l'éviscération, projetant leur système digestif à l'extérieur de leur corps.
Pour l'identification scientifique, les genres Actinopyga et Bohadschia possèdent des spicules exclusivement en forme de bâtonnets, et les genres Holothuria et Labidodemas n'en ont jamais en forme de table. Les Actinopyga sont également équipées de dents anales (en fait des podia podifiés, également présentes chez le sous-genre Holothuria (Microthele)), et ne projettent jamais de tubes de Cuvier, tout comme Pearsonothuria. Les Bohadschia sont toutes tropicales, absentes du bassin atlantique, et de dimensions assez importantes.

## Liste des genres
Selon World Register of Marine Species (21 novembre 2013) :
- genre Actinopyga Bronn, 1860 -- 19 espèces
- genre Bohadschia Jaeger, 1833 -- 12 espèces
- genre Holothuria Linnaeus, 1767 -- 160 espèces
- genre Labidodemas Selenka, 1867 -- 8 espèces
- genre Pearsonothuria Levin in Levin, Kalinin & Stonik, 1984 -- 1 espèce

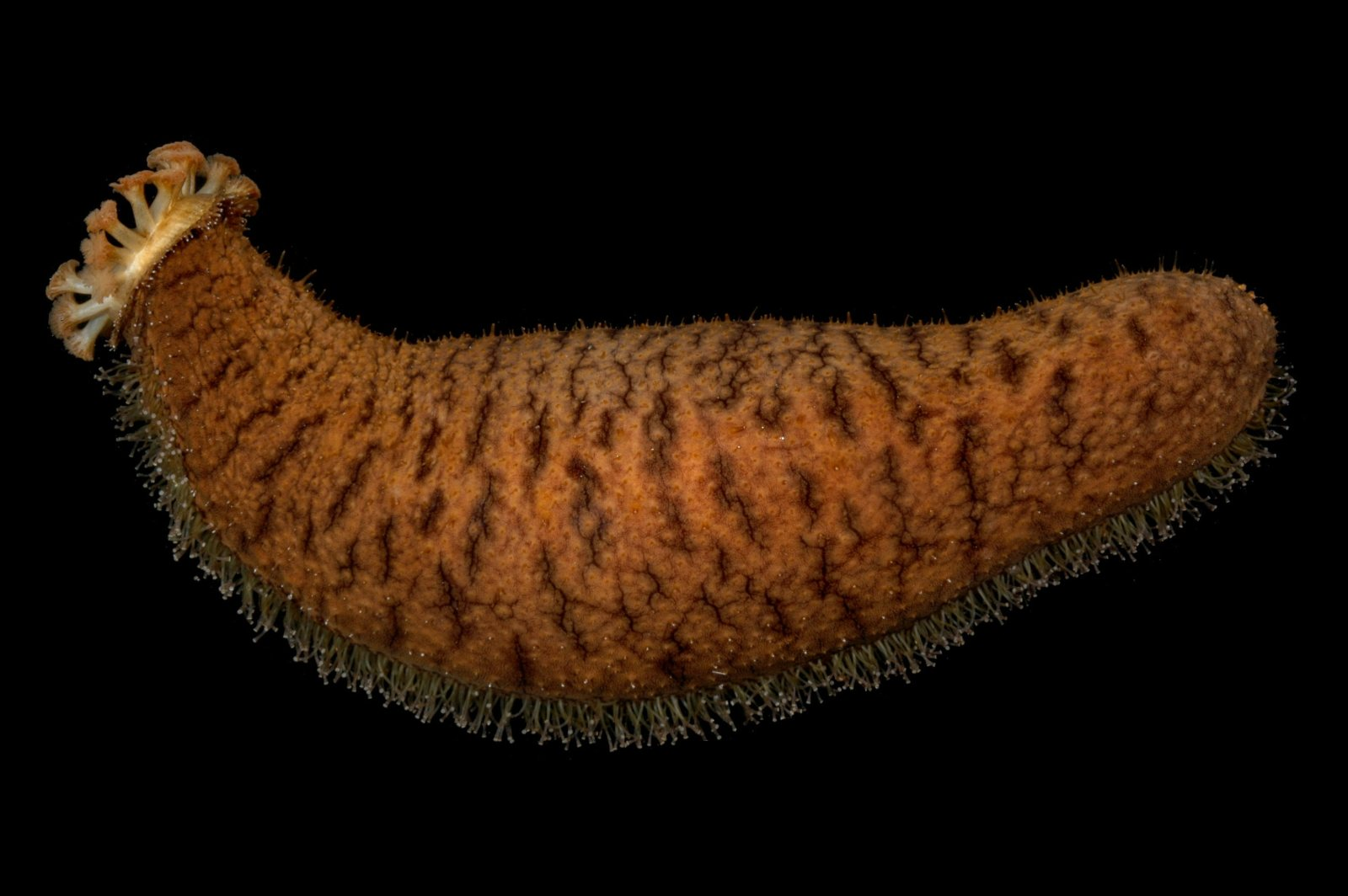
Actinopyga echinites
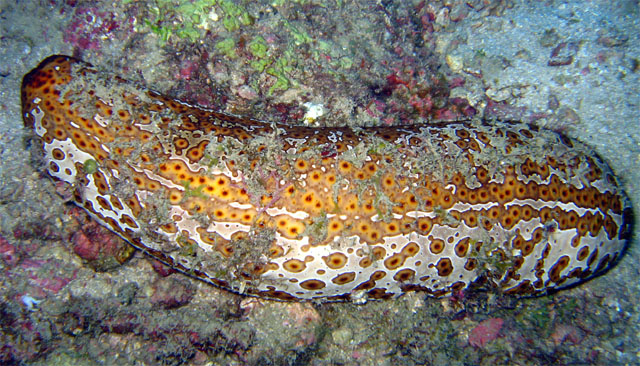
Bohadschia argus
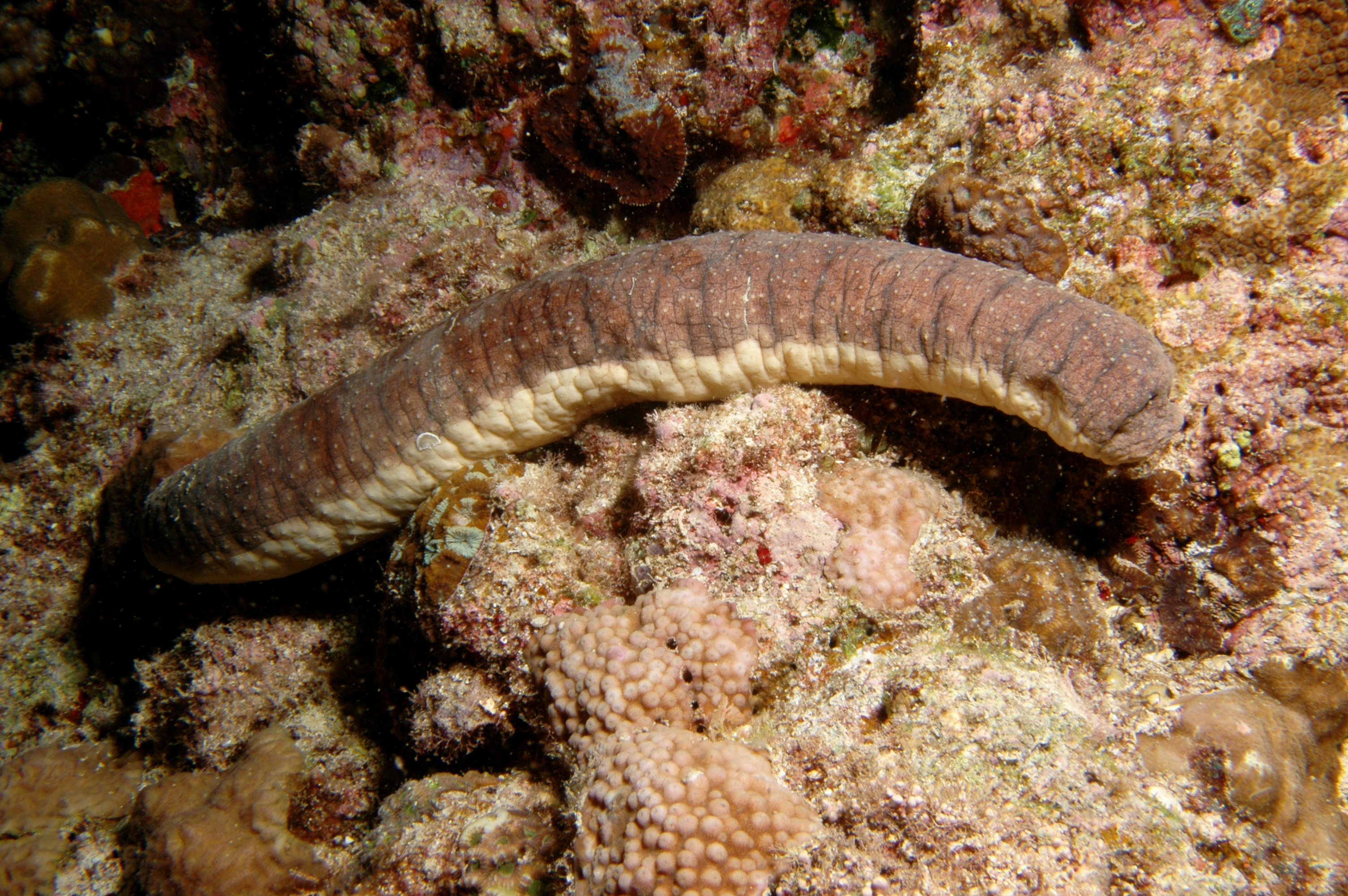
Holothuria edulis
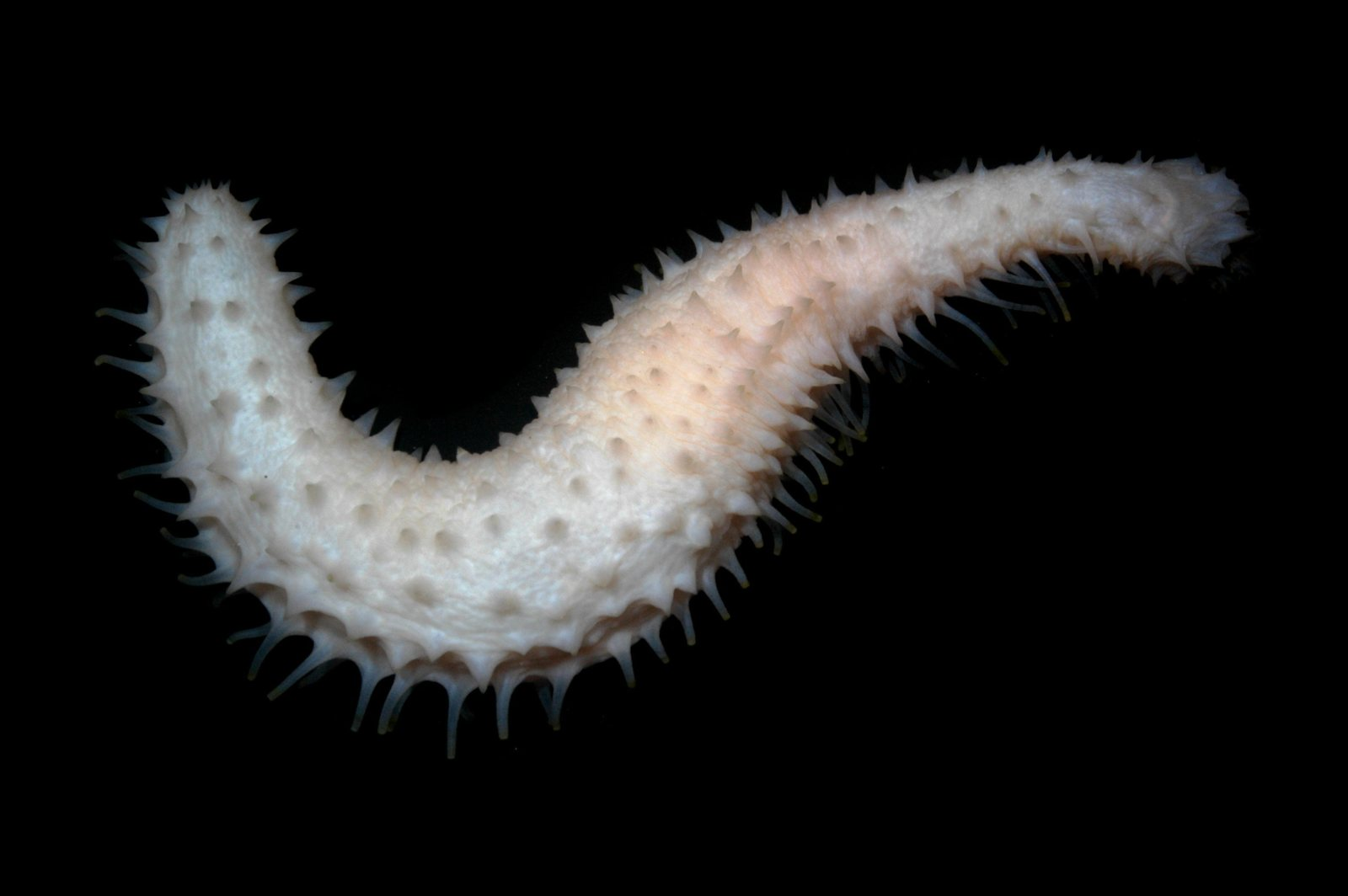
Labidodemas rugosum
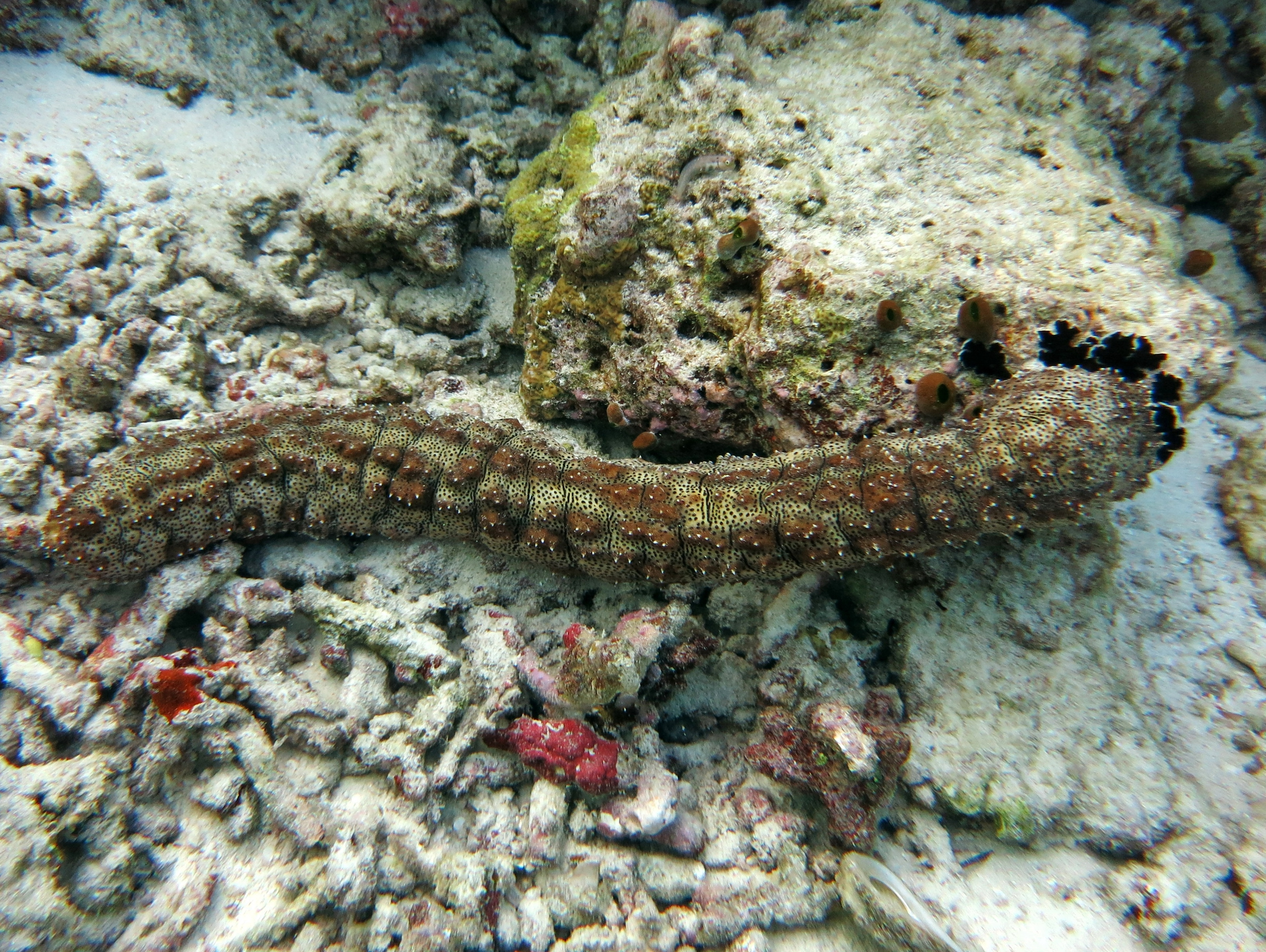
Pearsonothuria graeffei